# Liste der Elbinseln

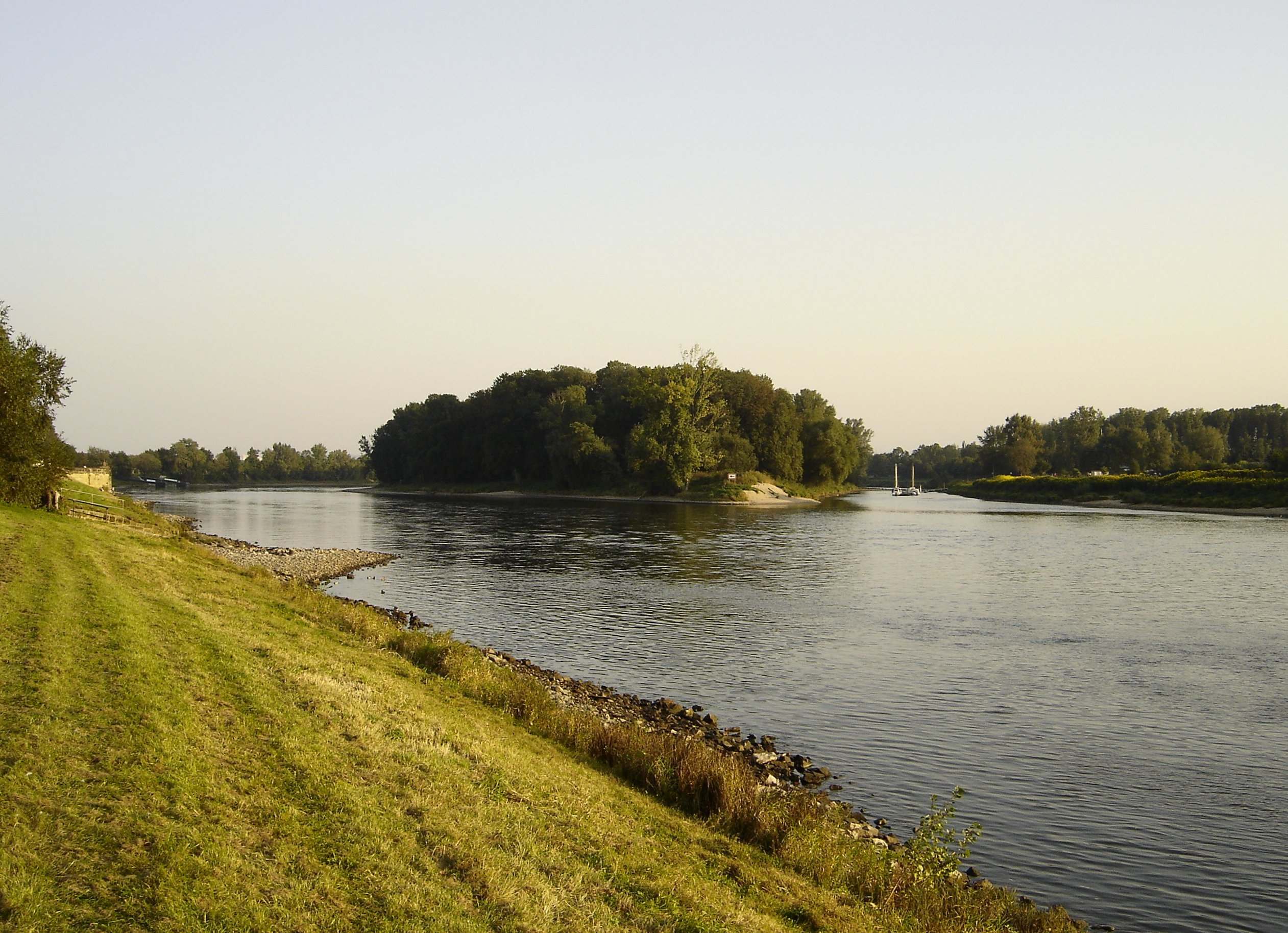
Die Pillnitzer Elbinsel

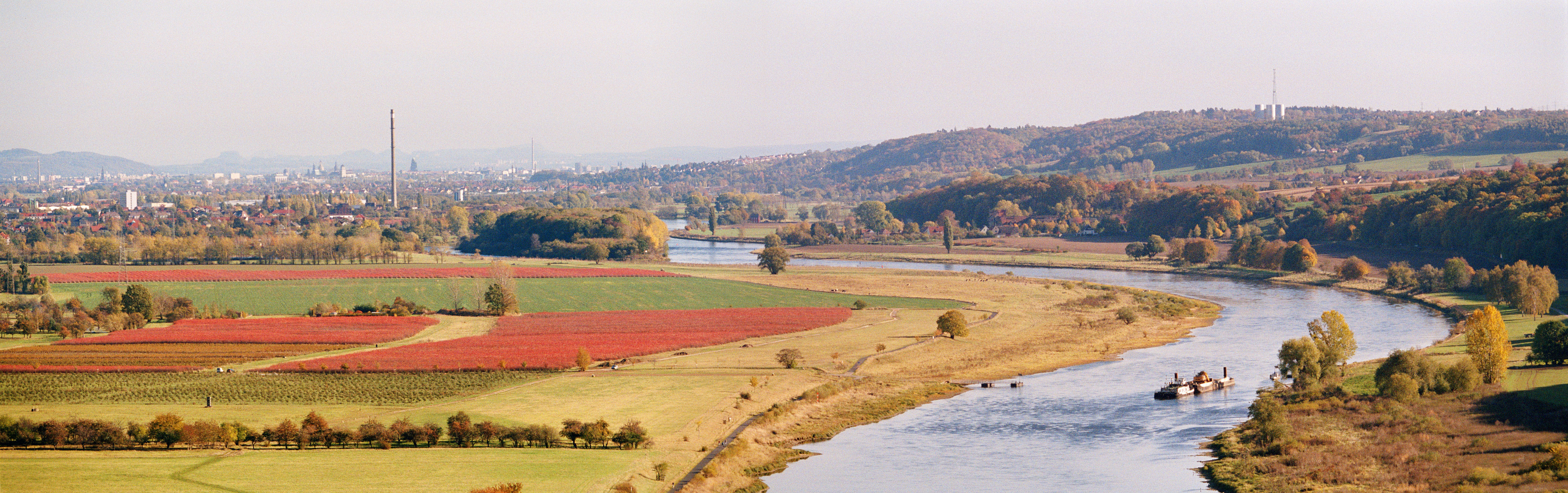
Die Gauernitzer Elbinsel (Bildmitte)

Die Elbinseln sind zahlreiche Flussinseln in der Elbe, dem von Tschechien durch Deutschland zur Nordsee fließenden Strom. Früher einmal weit verbreitet, wurden sie mit dem im 19. Jahrhundert beginnenden Flussausbau fast überall beseitigt.

## Heutige Elbinseln
Zu den derzeit noch verbliebenen Elbinseln gehören: 

### Tschechischer Oberlauf
- In Kolín
  - Hořejší
  - Kmochův

### Deutscher Oberlauf
- Im Elbtalkessel

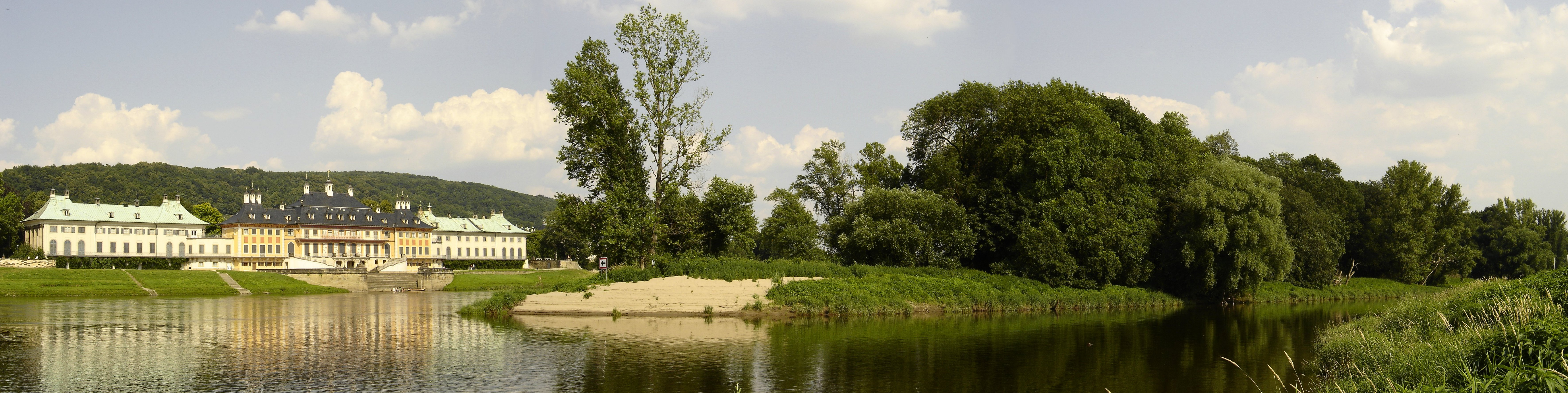
Die Elbinsel vor Schloss Pillnitz

  - Pillnitzer Elbinsel – im südöstlichen Dresdner Stadtteil Pillnitz (Naturschutzgebiet, Betretungsverbot)
  - Gauernitzer Elbinsel – nordöstlich von Gauernitz zwischen Dresden und Meißen (Naturschutzgebiet, Betretungsverbot)

### Mittelelbe
- In Magdeburg:
  - Rotehorninsel
  - Steinkopfinsel

### Unterelbe

#### HamburgerBinnendelta
- Billwerder Ausschlag
- Hohe Schaar
- Kaltehofe
- Kehrwieder
- Kleiner Grasbrook
- Neuhof
- Steinwerder
- Veddel (mit Peute)
- Wandrahm
- Wilhelmsburg (mit den ehemaligen Inseln Georgswerder, Moorwerder und Stillhorn)

#### In der Niederelbe
- Schweinesand – südlich von Hamburg-Blankenese (53° 33′ 15,4″ N, 9° 46′ 26,3″ O)
- Neßsand – südlich von Tinsdal (53° 33′ 18,3″ N, 9° 45′ 6″ O)
- Hahnöfersand – nördlich von Jork (53° 32′ 51,4″ N, 9° 43′ 13,5″ O)
- Hanskalbsand – südlich von Schulau (53° 33′ 37,1″ N, 9° 40′ 40,8″ O)
- Lühesand – östlich von Stade bzw. der Ortschaft Siebenhöfen (53° 35′ 35,8″ N, 9° 35′ 17,6″ O)
- Bishorster Sand / Auberg / Drommel – westlich von Haseldorf (53° 38′ 46,7″ N, 9° 32′ 26,8″ O)
 (nicht betretbar, Naturschutzgebiet Haseldorfer Binnenelbe mit Elbvorland)
- Pagensand – westlich von Seestermühe (53° 41′ 42,1″ N, 9° 30′ 56,8″ O)
- Schwarztonnensand – östlich von Drochtersen (53° 42′ 29,3″ N, 9° 27′ 54,5″ O)
- Rhinplate – westlich von Glückstadt (53° 46′ 26,5″ N, 9° 24′ 21″ O)

### Im Bereich der Außenelbe
- Neuwerk, Scharhörn und Nigehörn – südlich der Außenelbe im Watt (im Nationalpark Hamburgisches Wattenmeer), nordwestlich von Cuxhaven gelegen

## Ehemalige Elbinseln
Einige heute zum Uferbereich gehörende oder abgetragene, ehemalige Elbinseln:

### Sächsischer Lauf

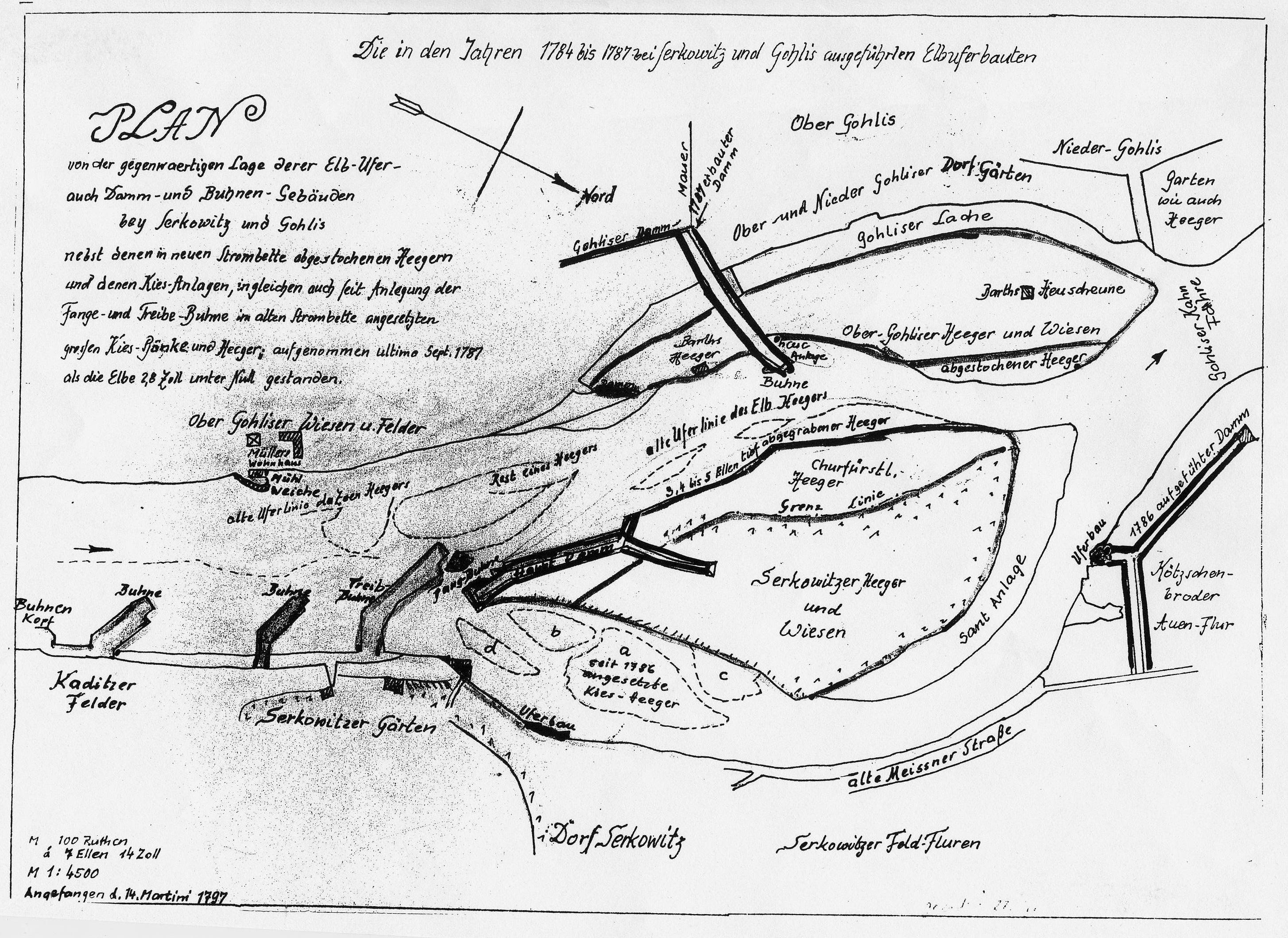
Ausbaumaßnahmen an der Elbe bei Serkowitz 1784 bis 1788 nach der Errettung von Friedrich August dem Gerechten (Karte angelegt 14. Martini 1797)

Im Königreich Sachsen befanden sich noch in der Mitte des 19. Jahrhunderts, also vor den großen Flussbett-Regulierungen, zahlreiche Heeger genannte Elbinseln.
- Söbrigener Heeger – zwischen Söbrigen und Zschieren am südöstlichen Stadtrand Dresdens
- Neudorfer Werder – zwischen Neudorf und dem Ostragehege
- Micktner Heeger – zwischen Mickten und dem Ostragehege
- Kaditzer Heeger – zwischen Kaditz und Stetzsch
- Serkowitzer Heeger – zwischen Serkowitz und Gohlis
- Obergohliser Heeger – zwischen Serkowitz und Gohlis
- Wildberger Heeger – bei Wildberg (Ortsteil von Gauernitz)
- Scharfenberger Heeger – bei Scharfenberg (Ortschaft in Klipphausen)
- Sörnewitzer Heeger – westlich von Sörnewitz
- Zehrener Heeger – bei Zehren
- Nieder-Muschützer Heeger – bei Muschütz
- Hirschsteiner Heeger – bei Hirschstein

Davor existierten noch zahlreiche weitere Inseln. In der Sächsischen Schweiz gab es Heeger bei Prossen (Stadt Bad Schandau) und Strand (Gemeinde Struppen). Auch etwa auf Höhe der Neuen Elbbrücke in Meißen, zwischen Keilbusch und Karpfenschänke (Gemeinde Diera-Zehren), nahe dem Barockschloss Seußlitz (Gemeinde Nünchritz), bei Leutewitz (Stadt Riesa), bei Forberge (Stadt Strehla) sowie unterhalb von Kreinitz (Gemeinde Zeithain) befanden sich Heeger.

### Mittelelbe
Lage mit Elbe-km:
- Kleindröbener Heeger – bei Kleindröben (km 189,3–189,4)
- Klödener Heeger – bei Klöden (km 190,5–191)
- Wartenburger Heeger – bei Wartenburg (km 195,4–195,8)
- Iserbecka Heeger – bei Iserbecka (km 202,4–202,7)
- Hohndorfer Heeger – bei Hohndorf (km 207,3–207,6)
- Labetzer Heeger – bei Labetz (km 212,4–212,5)
- Apollensdorfer Heeger – bei Apollensdorf (km 221,5–221,9)
- Coswiger Lug Heeger – beim Eingang Coswiger Lug (km 231,4–231,6)
- Coswiger Lug Heeger – beim Ausgang Coswiger Lug (km 235,7–235,9)
- Roßlauer Lug Heeger – beim Ausgang Roßlauer Lug (km 263,1–263,2)
- Neekener Lug Heeger – bei Neeken (km 265,7–266,0)
- Steutzer Heeger – bei Steutz (km 273,5–273,9)
- Akener Heeger – bei Aken (km 274,7–274,8; heutiger Ankerpunkt der Gierfähre)
- Obselauer Heeger – bei Obselau (km 278,4–279,7)
- Steckbyer Heeger – bei Steckby (km 280,6–281,3)
- Lödderitzer Heeger – bei Lödderitzer Forst (km 282,0–283,0)
- Saaleschüttkegel – am Saalhorn (km 289,3–290,5)
- Barbyer Heeger – bei Barby (km 294,6–295,0)
- Ranieser Heeger–bei Ranies (km 306,6–306,7)
- Frohser Heeger – bei Frohse (km 312,1–313,5)
- Frohser Heeger – bei Frohse (km 314,5–314,7)
- Fermerslebener Heeger – bei Fermersleben (km 320,5–320,7)
- Glindenberger Heeger – bei Glindenberg (km 342,5–343,1)
- Niegripper Heeger – bei Niegripp (km 344,0–344,5)
- Rogätzer Heeger – bei Rogätz (km 351,4–352,0)

### Unterelbe

#### Hamburger Binnendelta

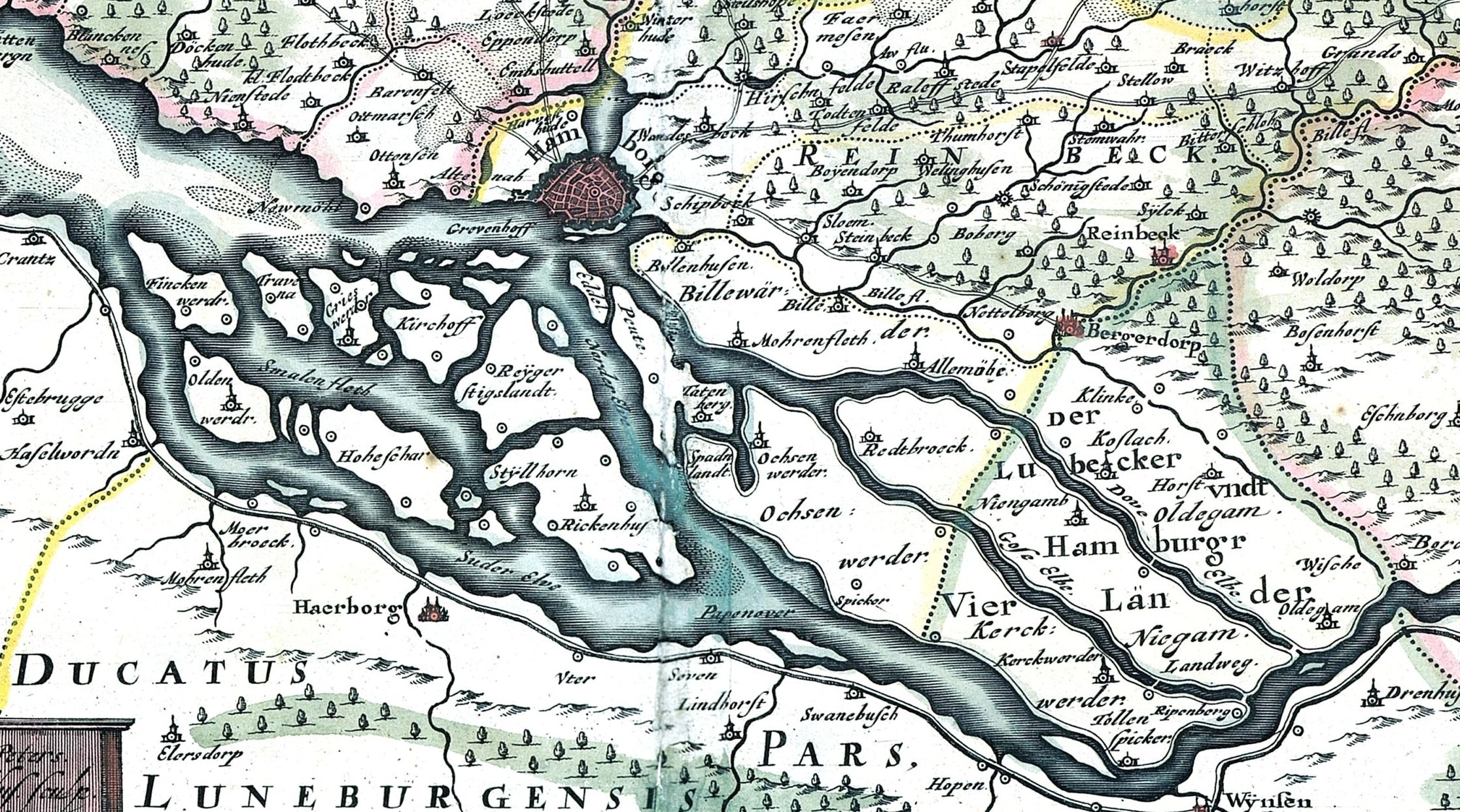
Elbinseln bei Hamburg um 1650

Das im Gezeitenstau ausgebildete Binnendelta erstreckte sich ursprünglich etwa von Geesthacht bis zur Mündung der Alten Süderelbe beim heutigen Mühlenberger Loch (siehe Karte von 1650). Durch Eindeichungen und andere Eingriffe in den natürlichen Flusslauf (vgl. Chronologie des Wasserbaus an der Hamburger Unterelbe) wurden zahlreiche kleinere Inseln zu größeren zusammengefasst (z. B. Wilhelmsburg) oder zum Teil des Festlandes (Vier- und Marschlande, Altenwerder, Finkenwerder).
- Altengamme – durch Abdeichung der Doven Elbe zum Festland geworden
- Altenwerder – durch Abdeichung der Alten Süderelbe zum Festland geworden
- Baakenhöft – heute Teil der HafenCity
- Billwerder – inkl. der heutigen Stadtteile Allermöhe, Neuallermöhe und Moorfleet, durch Abdeichung der Doven Elbe zum Festland geworden
- Curslack – durch Abdeichung der Doven Elbe zum Festland geworden
- Dradenau – heute zu Waltershof
- Ellernholz – es gab mehrere Inseln dieses Namens, heute zu Altenwerder bzw. Steinwerder
- Entenwerder – heute als Halbinsel zu Rothenburgsort
- Finkenwerder – durch Abdeichung der Alten Süderelbe zum Festland geworden
- Georgswerder – aufgegangen in Wilhelmsburg
- Gorieswerder – durch Sturmfluten im 13. Jahrhundert in mehrere Inseln zerfallen
- Grasbrook – heute Teil der HafenCity
- Griesenwerder – heute zu Waltershof
- Kattwyk – Große Kattwyk heute Teil der Hohen Schaar, Kleine Kattwyk zu Altenwerder
- Kirchwerder – durch Abdeichung der Gosen Elbe zum Festland geworden
- Klütjenfelde – aufgegangen im Kleinen Grasbrook und Wilhelmsburg (siehe Klütjenfelder Hauptdeich)
- Langenmorgen – heute Teil der Hohen Schaar
- Moorwerder – aufgegangen in Wilhelmsburg
- Ochsenwerder – durch Abdeichung der Gosen Elbe zum Festland geworden
- Reiherstiegsland – aufgegangen in Wilhelmsburg
- Reitbrook-Neuengamme – durch Abdeichung der Doven Elbe zum Festland geworden
- Ross – heute zu Steinwerder
- Rotehaus – aufgegangen in Wilhelmsburg
- Rugenbergen – heute zu Waltershof
- Schumacherwerder – heute Teil des Kleinen Grasbrook
- Spadenland – durch Abdeichung der Gosen Elbe zum Festland geworden
- Stillhorn – aufgegangen in Wilhelmsburg
- Tatenberg – durch Abdeichung der Gosen Elbe zum Festland geworden

#### Niederelbe

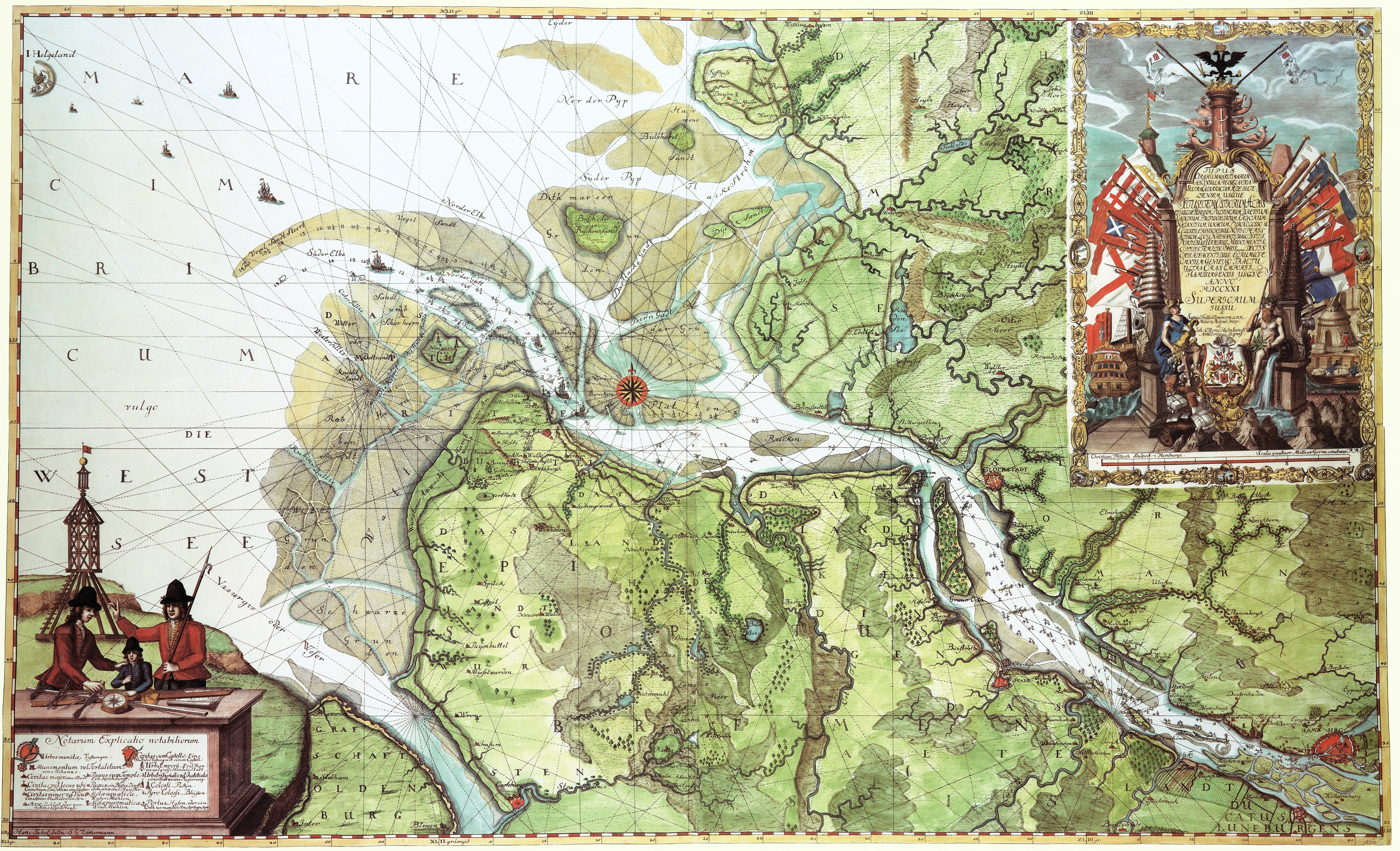
Elbmündung 1721

- Asselersand – östlich von Drochtersen
- Bützflether Sand – östlich von Bützfleth
- Fährmannssand – westlich von Wedel
- Giesensand – westlich von Wedel
- Krautsand – nördlich von Drochtersen, inzwischen zum Festland gehörend

### Außenelbe
- Medemsand-Insel – kleiner Bereich, der über die Linie des mittleren Hochwassers (MHW) herausragende Teil des Watts „Medemsand“ nördlich der Medemrinne (vor der Küste Dithmarschens), inzwischen wieder flacher geworden und damit nur noch als Sand(bank) vorhanden